# Poecillastra stipitata
Poecillastra stipitata är en svampdjursart som beskrevs av Claude Lévi 1993. Poecillastra stipitata ingår i släktet Poecillastra och familjen Pachastrellidae.
Artens utbredningsområde är havet kring Nya Kaledonien. Inga underarter finns listade i Catalogue of Life.